# Kerk van Mariahilf
De Kerk van Mariahilf (Duits: Mariahlifer Kirche) is een rooms-katholieke parochiekerk in Mariahilf, het 6 district van de Oostenrijkse hoofdstad Wenen. De kerk staat ook bekend onder de naam Barnabitenkirche.

## Geschiedenis
Oorspronkelijk betrof de bedevaartskerk Maria-Hemelvaart een kerkhofskapel uit 1656. In 1660 schonk de barnabiet don Cölestin Joanelli het bekende genadebeeld van Mariahilf. Op 19 april wijde prins-bisschop Philipp Friedrich von Breuner de houten kapel met het genadebeeld. Al snel trok Mariahilf talrijke pegrims en in de jaren 1668-1669 vervingen de Barabieten de houten kapel door een stenen kapel met een woonverblijf voor een priester. Deze beide gebouwen werden tijdens de tweede Turkse belegering van Wenen in 1683 verwoest. Het genadebeeld wist men echter nog tijdig binnen de veilige stadsmuren van Wenen te bergen.
Vanaf 1686 tot 1689 werd een nieuwe kerk gebouwd, die met het teruggebrachte genadebeeld op 14 augustus 1689 onder bisschop Leopold Karl von Kollonitsch werd ingewijd. Vanaf 1711 volgde er een grote verbouwing door de bouwmeester Franziskus Jänck. In 1714 werd begonnen met de verbouwing van het koor en de oprichting van het kerkschip. In 1715 werd de ruwe bouw van de westelijke torens opgeleverd en tussen 1721 en 1726 volgden de bedekking van de beide torenspitsen met koper en de versiering van de westelijke gevel met beelden en reliëfs. Het nieuwe hoogaltaar werd door Sebastian Haupt ontworpen, door de beeldhouwer Jakob Mösel gebouwd en in 1758 gewijd.
Het kerkgebouw werd in de jaren 1890-1893 gerestaureerd. De Oostenrijkse orgelbouwer Johann M. Kauffmann leverde toen een nieuw tweemanualig orgel.
Sinds de winter van 1986-1987 bevindt zich in de crypte van de kerk een centrum voor daklozen, waar maaltijden, douchegelegenheid, overnachtingsmogelijkheden en medische en psychische zorg wordt geboden.

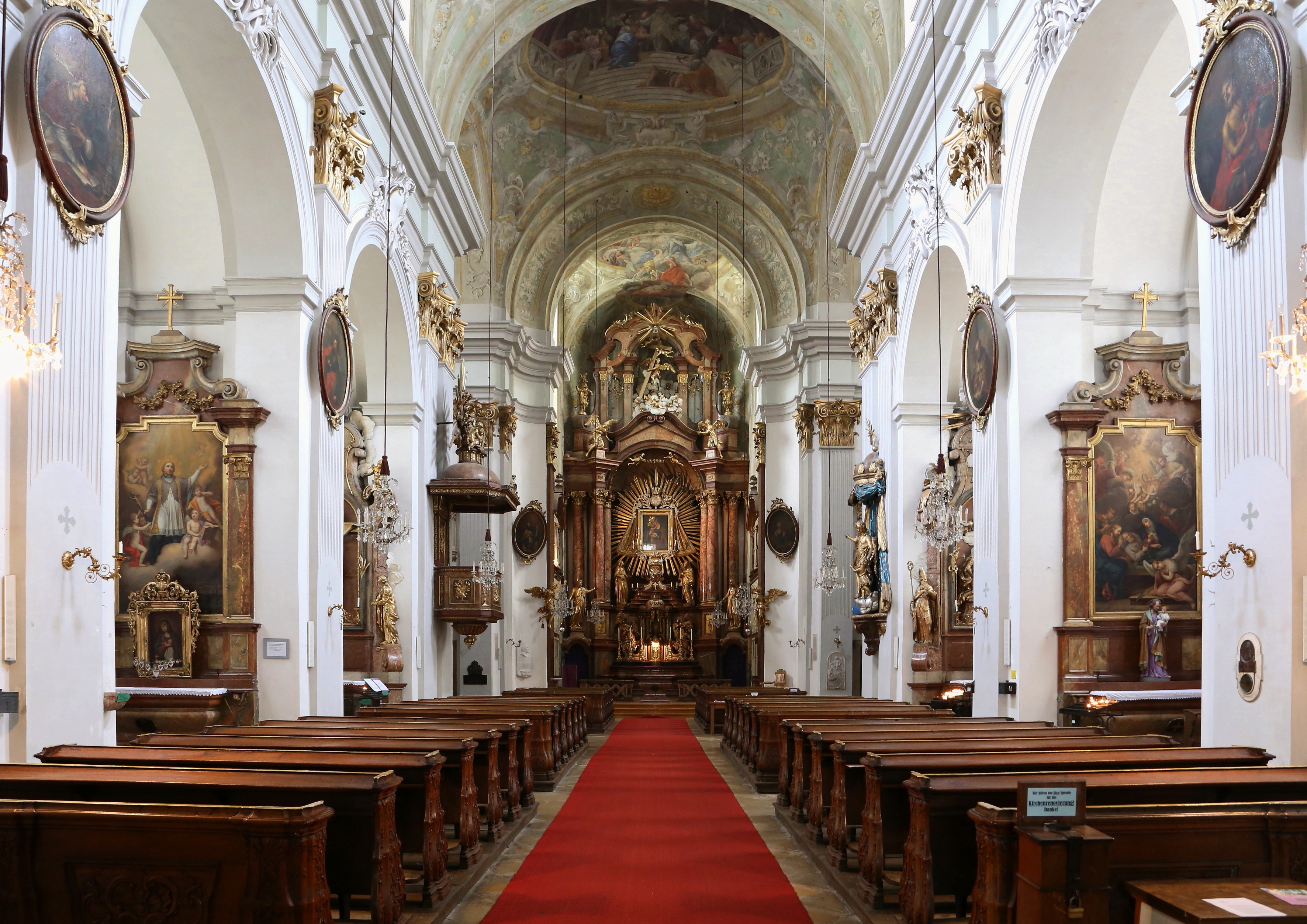
Interieur richting altaar
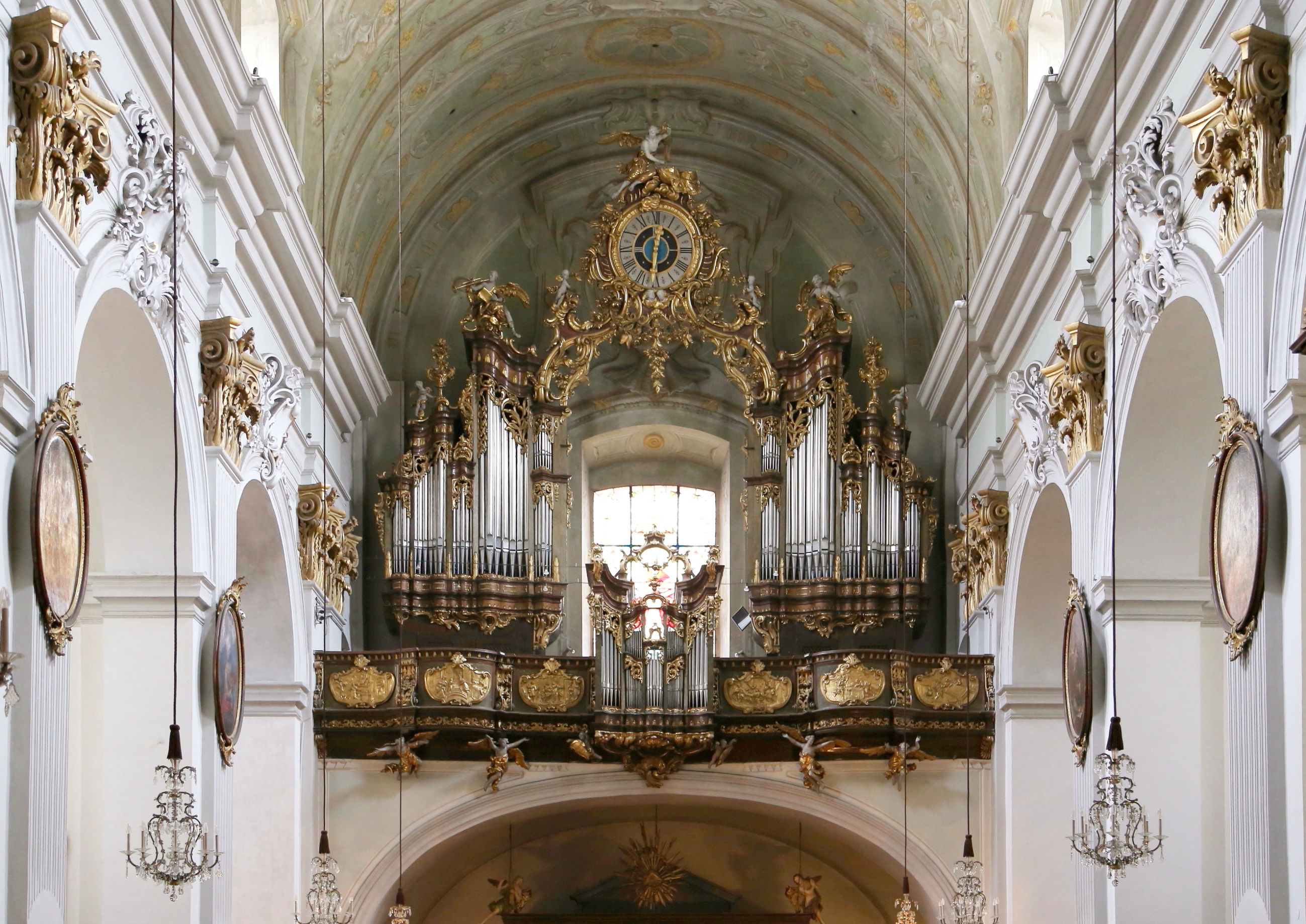
Orgel
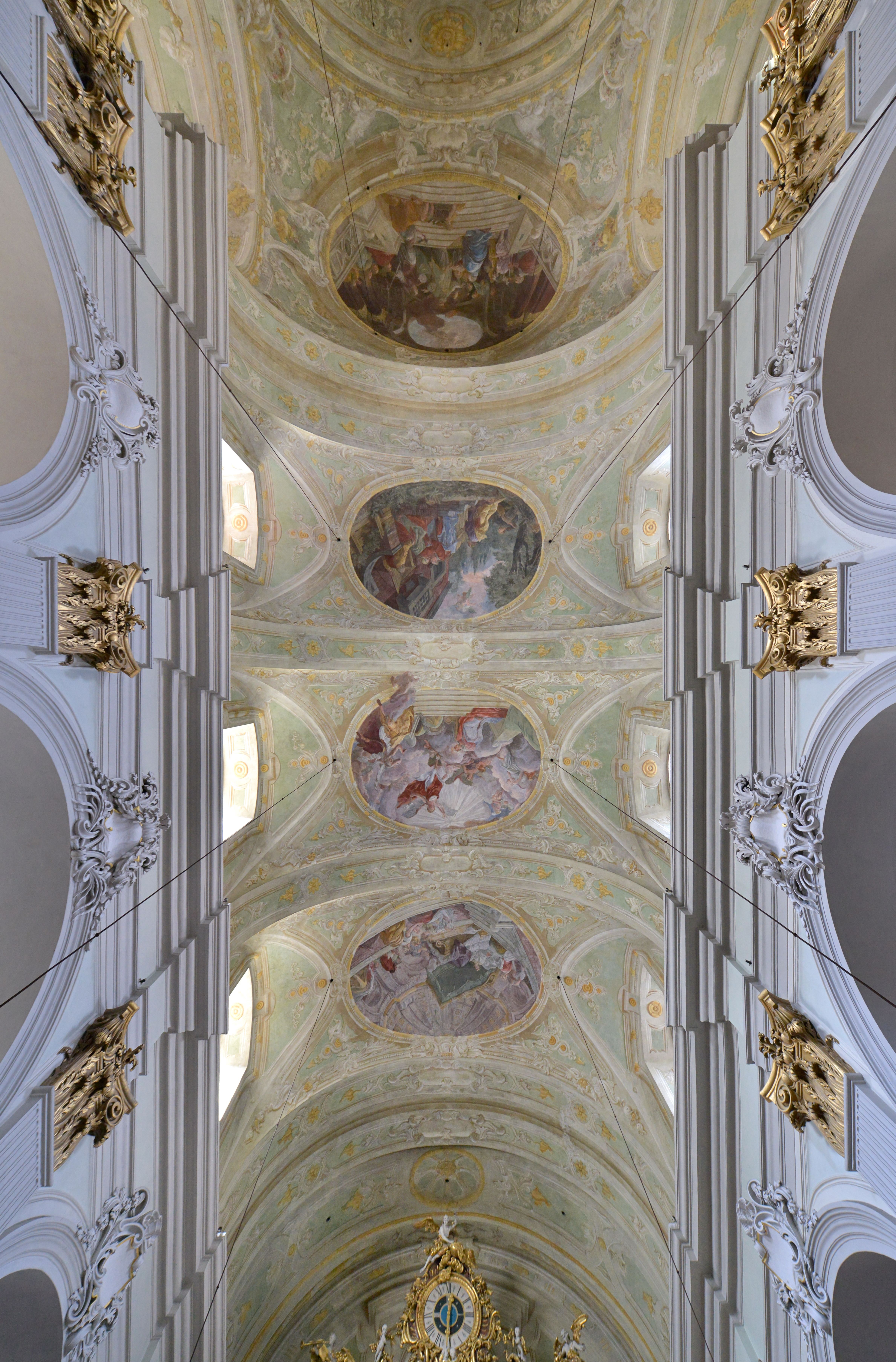
Plafond
Plattegrond

## Ramen
Aan het einde van de restauratie in de jaren 1890 werden elf grote gebrandschilderde ramen in neobarokke stijl ingebouwd. De ramen in het kerkschip tonen op de linkerkant de Geboorte van Christus (1897), Christus als Redder der Wereld en de heilige Karel Borromeus (1893); op de rechterkant de Vlucht naar Egypte (1898), Sint-Jozef met Kind (1894), Anna met Maria, Theresia en Ignatius (1893); in de zijschepen de heiligen Lodewijk en Barbara (1894); in het koor Sint-Augustinus (1894) en Sint-Leopold (1956) en op de galerij de Drievuldigheid (1899).
De ramen werden na de Tweede Wereldoorlog gerestaureerd. Tegelijkertijd werd het venster van Sint-Leopold nieuw ingebracht.

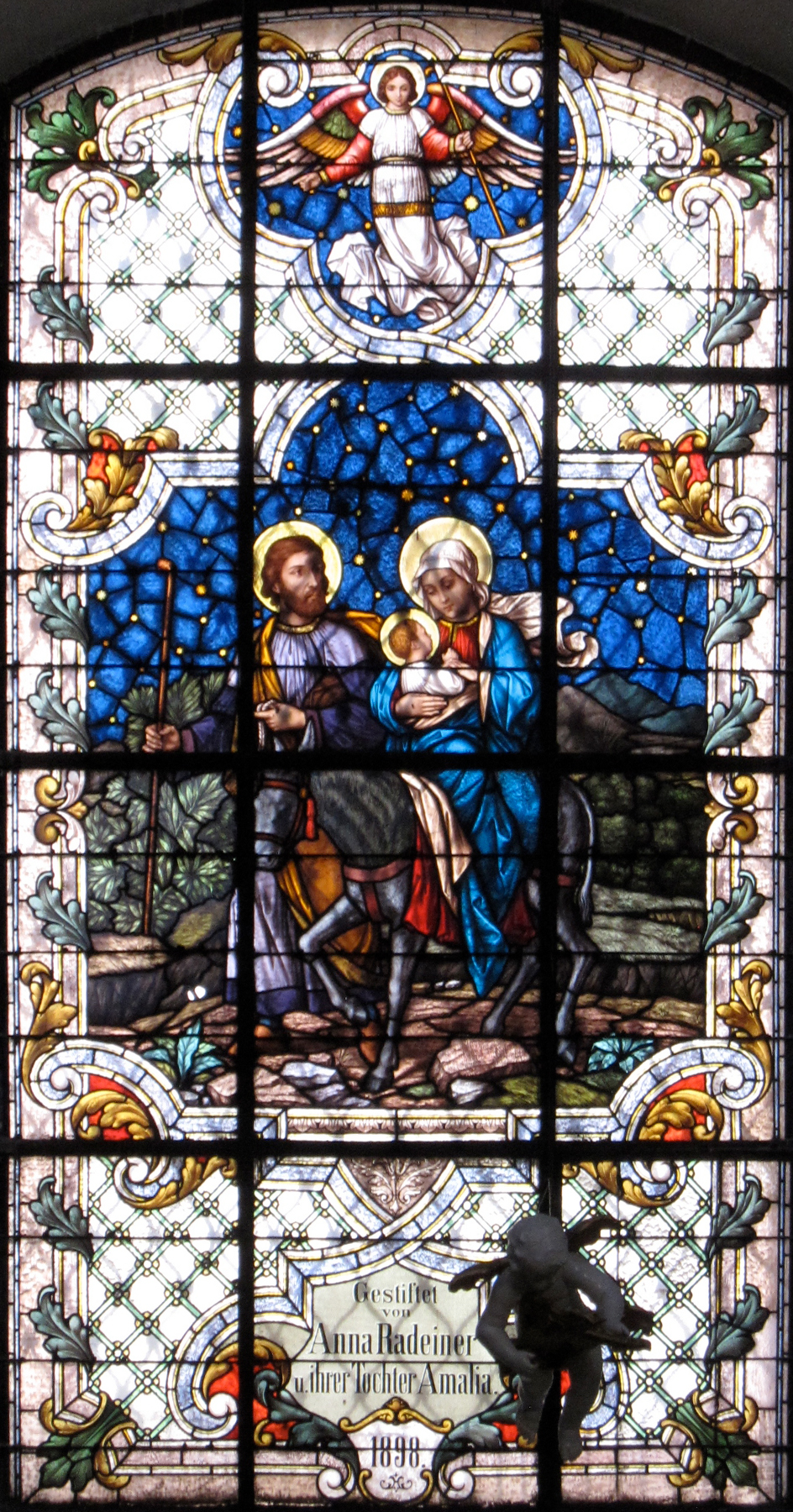
Vlucht naar Egypte
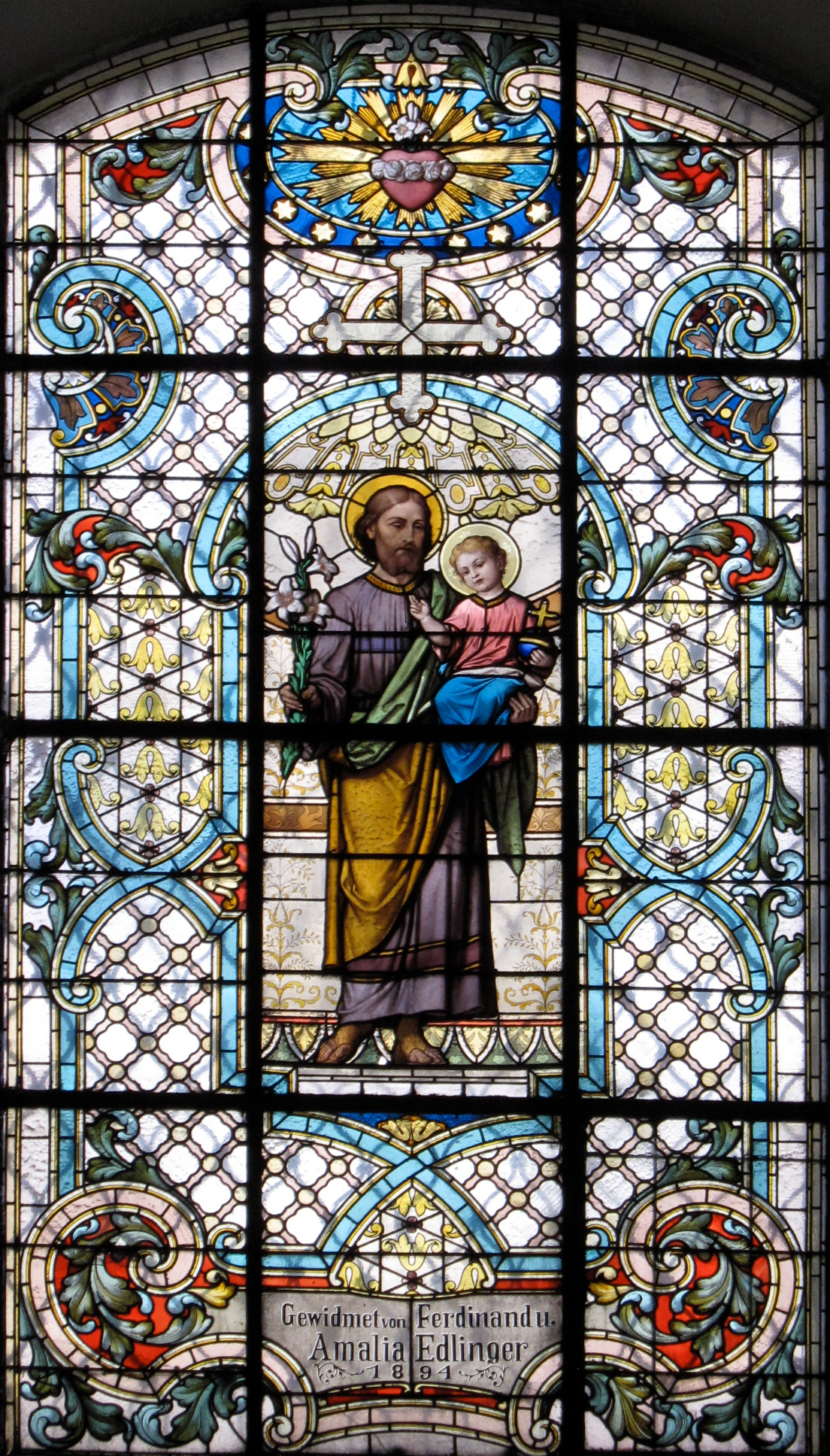
Sint-Jozef met Kind
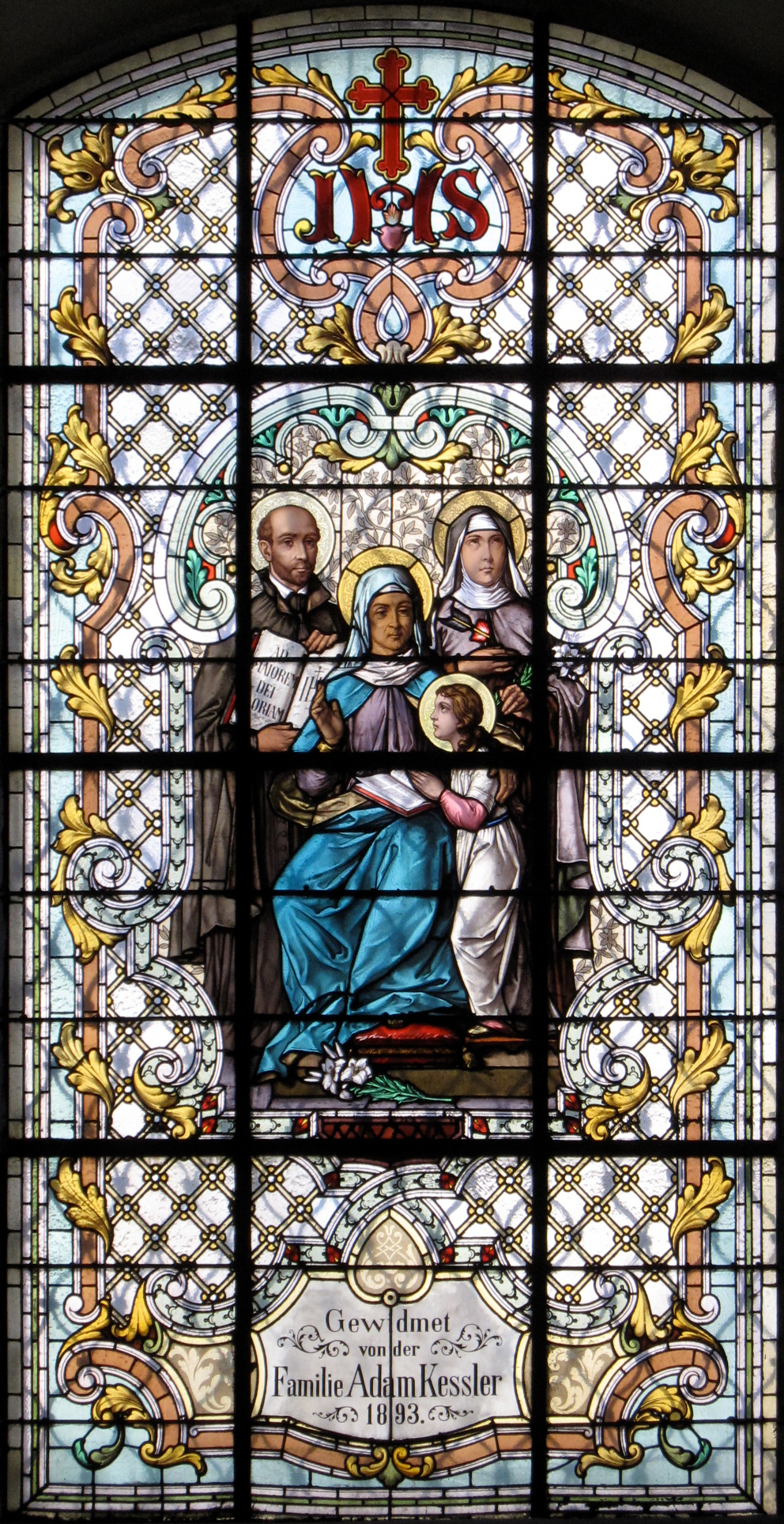
Anna met Maria (achter hen: Sint-Theresia en de heilige Ignatius)